# Сабирни центар
Сабирни центар је југословенски филм из 1989. године у режији Горана Марковића, који је адаптирао сценарио заједно са Душаном Ковачевићем по његовој истоименој књизи. Главне улоге у филму тумаче Раде Марковић, Богдан Диклић, Аница Добра и Драган Николић, а радња приказује како приликом археолошког ископавања у провинцијском месту долази до стварања пролаза између света живих и света мртвих. Филм је награђен Златном ареном за најбољи филм на Филмском фестивалу у Пули.
Југословенска кинотека у сарадњи са А1, Центар филмом и Октобар филмом је дигитално обновила овај филм. Премијера дигитализоване верзије је одржана 21. јуна 2024. године.

## Радња
Стари археолог проналази римску надгробну плочу за којом је трагао читавог живота. Она покрива пролаз с „овог” на „онај” свет. При покушају да је помакне професор доживљава срчани удар и убрзо умре. Али, мртав само за околину, он се у ствари налази у некој врсти стања „између живота и смрти”. Како је и жив и мртав у исто време, успоставља везу између живих и мртвих, па мртви, вођени жељом да виде своје рођаке, крећу пролазом који је професор открио испод римске надгробне плоче, у сусрет својим вољеним на „овом” свету. Али, свет живих није онакав каквим су га замишљали.

## Улоге
| Глумац                  | Улога                  |
| ----------------------- | ---------------------- |
| Раде Марковић           | Професор Миша Павловић |
| Богдан Диклић           | Учитељ Петар           |
| Драган Николић          | Јанко                  |
| Оливера Марковић        | Ангелина               |
| Данило Бата Стојковић   | Симеун                 |
| Александар Берчек       | Иван                   |
| Радмила Живковић        | Лепа                   |
| Мирјана Карановић       | Јелена Катић           |
| Душан Костовски         | Марко                  |
| Аница Добра             | Милица Павловић        |
| Бранко Плеша            | Доктор Катић           |
| Горан Даничић           | Стеван Савски Кесер    |
| Коле Ангеловски         | Мачак                  |
| Танасије Узуновић       | Дуда                   |
| Владимир Маринковић     | Срећко Рузмарин        |
| Ташко Начић             | Илија Рајковић         |
| Мило Мирановић          | Шеф обезбеђења         |
| Нађа Секулић            | Млада                  |
| Зоран Ћосић             | Младожења              |
| Михајло Бата Паскаљевић | Инквизитор             |
| Александра Плескоњић    | Жена на ломачи         |
| Џeмаил Макшут           | Човек у чамцу          |
| Љубо Шкиљевић           | Болничар 1             |
| Бранко Стефановић       | Болничар 2             |
| Фадил Каруп             | Грмаљ                  |
| Миодраг Јаковљевић      | Човек кога кљуца врана |
| Маријан Зизановић       | Човек са орлом         |
| Срђан Поповић           | Човек са крстом        |
| Неђо Осман              | Бата Коњ               |
| Предраг Вукић           | Рајковићев син         |

## Културно добро
Југословенска кинотека је, у складу са својим овлашћењима на основу Закона о културним добрима, 28. децембра 2016. године прогласила сто српских играних филмова (1911–1999) за културно добро од великог значаја. На тој листи се налази и филм Сабирни центар.